# Monteverditriller
Een monteverditriller is een gezongen muzikale versiering waarbij een toon veelvuldig herhaald wordt. Deze vorm van versieren komt vaak voor in muziek uit de Italiaanse renaissance en vroege barok. Denk daarbij aan componisten als Monteverdi en Carissimi.
De monteverditriller komt vrijwel uitsluitend voor als cadens-triller, ofwel vlak voor een slotnoot van een frase. Het effect is een spanningsopbouw als contrast met de ontspanning van de slotnoot. Ook kan het als effect worden gebruikt, bijvoorbeeld in scènes met bijvoorbeeld ruzie, strijd of angst. 
Het verschil met een gewone triller is dat daarbij de hoofdnoot en de grote of kleine bovensecunde daarvan afgewisseld worden. Als de afstand groter is noemt men dat tremolo in plaats van triller.
Er moet verschil worden gemaakt tussen de bokstriller en de monteverditriller: het verschil zit in het beoogde doel. De bokstriller wordt vaak gebruikt om zangers te parodiëren of komt op de plek van een normale triller door gebrek aan zangtechniek.